# Andrés Jiménez (basquetebolista)
Andrés Jiménez Fernández (Carmona, 6 de junho de 1962) é um ex-basquetebolista espanhol que integrou a seleção espanhola que conquistou a medalha de prata disputada nos XXIII Jogos Olímpicos de Verão realizados em Los Angeles em 1984.